# Jorat-Menthue
Jorat-Menthue é uma comuna da Suíça, situada no distrito de Gros-de-Vaud, no cantão de Vaud. Tem 17,65 km² de área e sua população em 2018 foi estimada em 1.584 habitantes.